# Ryszard Majdański
Ryszard Majdański (ur. 30 października 1959 w Zielonej Górze, zm. 26 listopada 2002) – polski bokser, medalista mistrzostw kraju.
Walczył głównie w kategorii papierowej (do 48 kg). Wystąpił w niej na mistrzostwach Europy w 1981 w Tampere, gdzie przegrał pierwszą walkę oraz na mistrzostwach Europy w 1985 w Budapeszcie, gdzie po wygraniu jednej walki przegrał następną w ćwierćfinale.
Był mistrzem Polski w wadze papierowej w 1985, wicemistrzem w 1983, 1984, 1986 i 1987 oraz brązowym medalistą w 1980.
Zwyciężył w tej kategorii na Turnieju im. Feliksa Stamma w 1982. W 1984 wystąpił w reprezentacji Polski w meczu ze Stanami Zjednoczonymi, ponosząc porażkę.
Był zawodnikiem Stilonu Gorzów (1975-1977), Czarnych Słupsk (1978), Gwardii Koszalin (1978) i Stali Stocznia Szczecin (1979-1990). W 1990 zakończył karierę pięściarską.
Zmarł tragicznie. Jest pochowany na cmentarzu Centralnym w Szczecinie (kwatera 101 b).